# HALS/DTOP

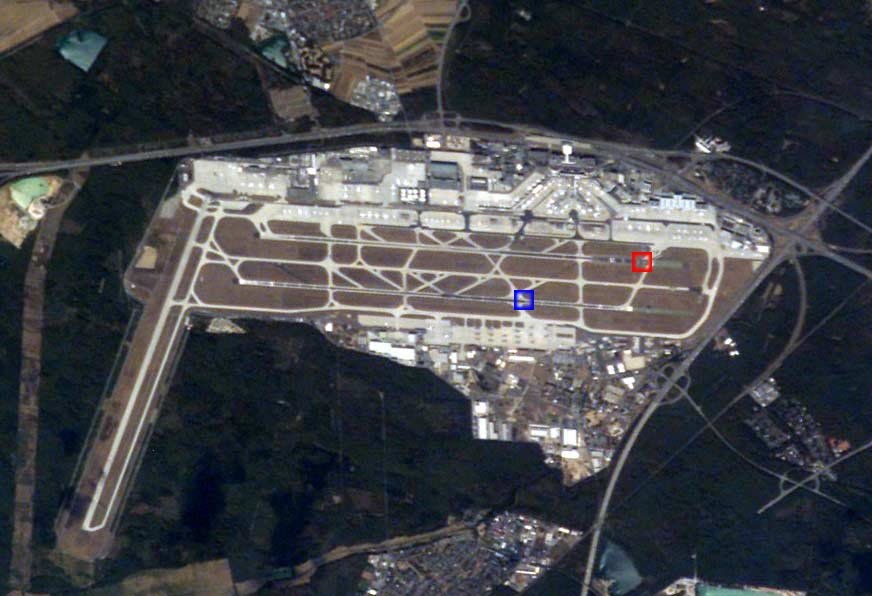
Satellitenaufnahme Flughafen Frankfurt Main (EDDF): Bei Anflügen von Osten ist Zweischwellenbetrieb auf RWY 25R (rot markiert) und die versetzte Schwelle auf der RWY 25L (RWY 26L, blau markiert) möglich

HALS/DTOP ist eine Bezeichnung für ein besonderes Landeverfahren, das von 1999 bis 2004 am Flughafen Frankfurt Main erprobt wurde, um die Landekapazität auf den bestehenden Landebahnen (RWY) zu erhöhen.
HALS wird nicht mehr benutzt und alle Anflugverfahren sind ausgesetzt, da sich dieses betriebliche Verfahren in der Praxis nicht bewährt hat. Ende 2008, bzw. Anfang 2009 wurden alle navigatorischen Anlagen sowie die entsprechenden Markierungen und Befeuerungsanlagen für die Bahn 26L entfernt.
Das Akronym HALS/DTOP bedeutet ausgeschrieben:
- HALS – High Approach Landing System – deutsch: hohes Anfluglandeverfahren
- DTOP – Dual Threshold Operation – deutsch: Zweischwellenbetrieb

Das High Approach Landing System (HALS) war die erste Stufe und das DTOP-Landeverfahren die zweite Stufe des HALS/DTOP-Projektes.

## Übersicht

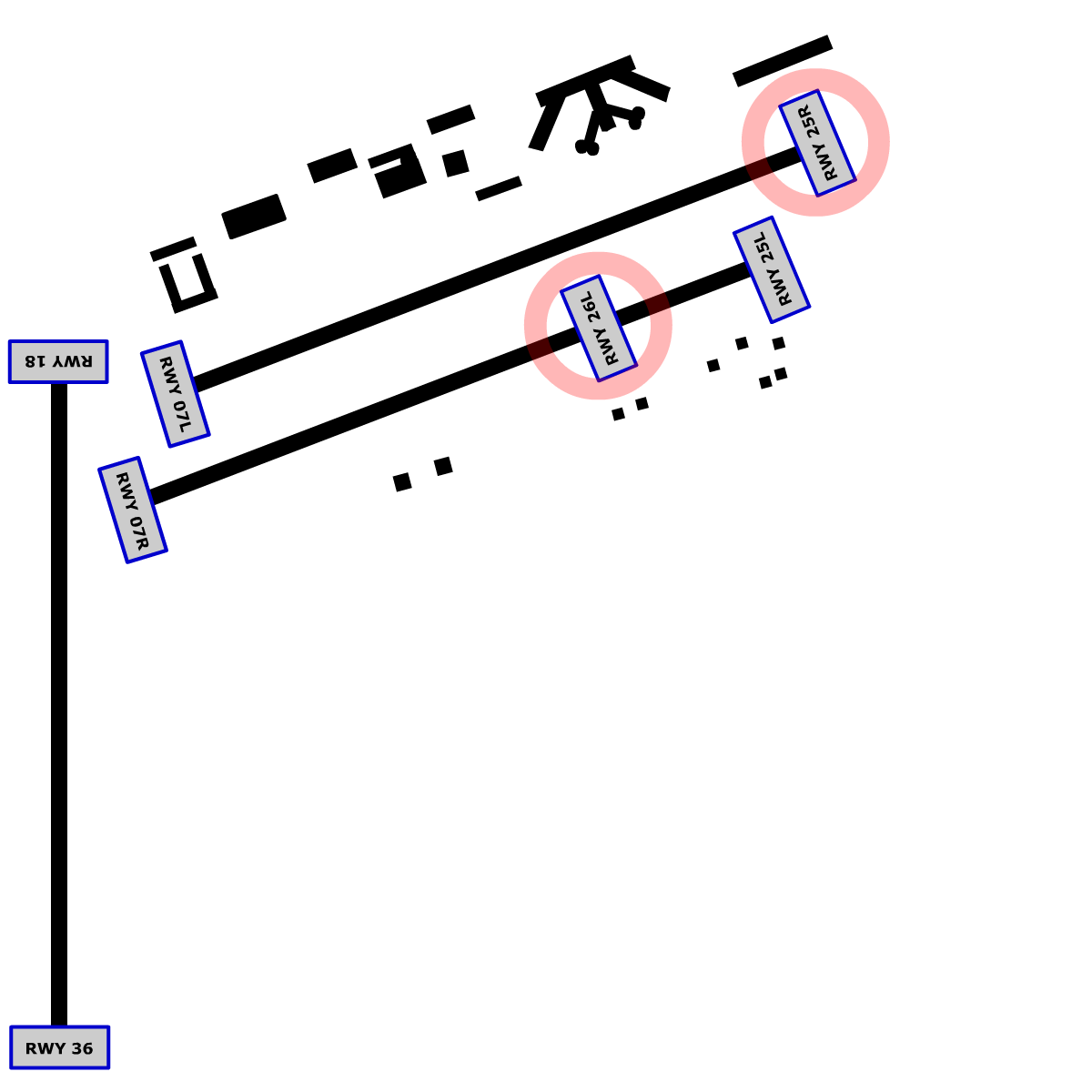
EDDF-Parallelbetrieb der nördlichen RWY 25R mit der versetzten Schwelle der südlichen RWY 26L

Initiator und Erfinder des Verfahrens war die Deutsche Flugsicherung (DFS) und Fraport – die Betreibergesellschaft des Flughafens Frankfurt.
Das HALS/DTOP-Landeverfahren war in dieser Form weltweit einmalig. HALS/DTOP befand sich am Flughafen Frankfurt Main in Erprobung durch die Flugsicherung und wurde im Laufe mehrerer Jahre schrittweise eingeführt. Parallel zur schrittweisen Einführung des Zweischwellenbetriebes lief eine Reihe von Forschungsprogrammen – unter anderem an Flugsimulatoren. Dieses Landeverfahren machte eine engere Anflugstaffelung möglich, ohne gegen die ICAO-Sicherheitsstandards wegen Wirbelschleppengefahr zu verstoßen, da zwischen den Anflugpfaden (siehe Landeanflug) der nacheinander folgenden Flugzeuge ein ausreichender vertikaler Abstand (300 Fuß – rund 90 Meter) bestand.
Die bestehende Landebahn (engl. RWY – Runway) RWY 25L hat zusätzlich zu ihrer normalen Landeschwelle (engl. THR – Threshold) eine zweite, weit versetzte Schwelle (1.500 m) bekommen – mit dem Phantasienamen RWY 26L.
Anmerkung: Dieses Vorgehen – Landebahnen mit einer von ihrer Richtung leicht abweichenden Ziffer zu versehen – wird auch bei vier parallelen Start- und Landebahnen angewendet. Am Los Angeles International Airport (LAX) werden beispielsweise von vier streng parallelen Bahnen (Anflugkurs: 249°) die beiden linken als RWY 25L und RWY 25R bezeichnet und die beiden rechten als RWY 24L und RWY 24R.

## HALS – High Approach Landing System

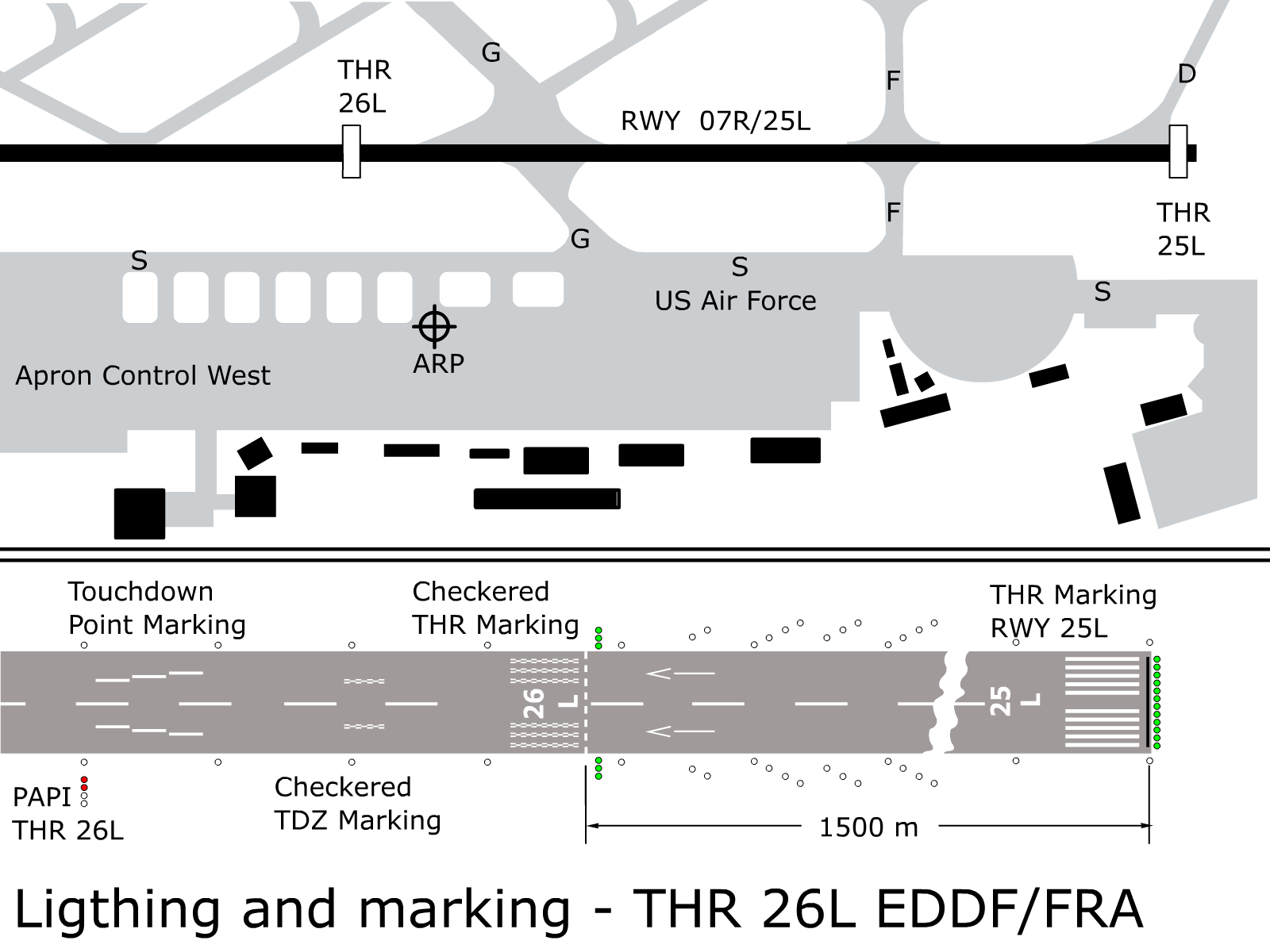
Nicht ICAO-konforme Markierung der zweiten versetzten Schwelle – RWY 26L (aus einer Luftfahrtkarte vom 28. September 2000)

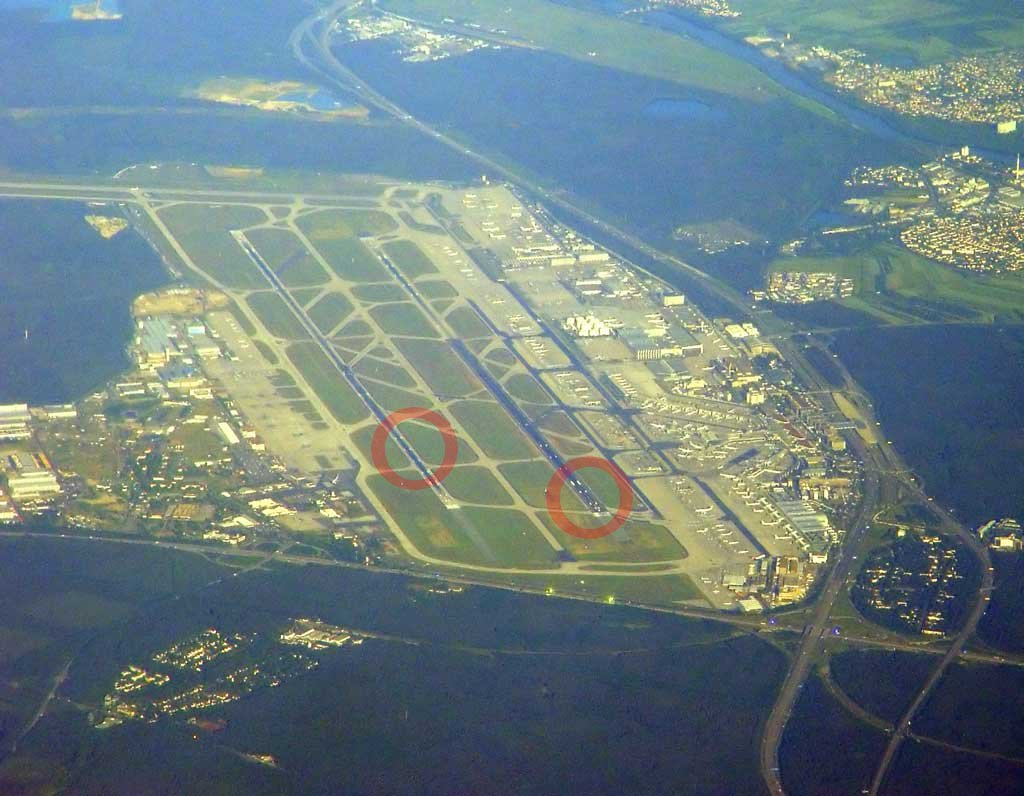
Luftaufnahme Flughafen Frankfurt mit Blick von Osten: Zwei parallele Bahnen mit einem parallelen Rollweg zwischen beiden – die linke RWY hat die versetzte Schwelle

HALS arbeitet zwar mit einer versetzten Schwelle (RWY 26L), jedoch war bei HALS nur die versetzte Schwelle aktiv.
Erst in der zweiten Phase war am Flughafen Frankfurt mit DTOP neben der versetzten Schwelle auch die normale Schwelle RWY 25L aktiv.
Die HALS-Phase diente zur Eingewöhnung der Flugsicherung und zur Untersuchung der Reaktion der Piloten beim Anflug auf eine weit versetzte Schwelle (1.500 m) und welche sicherheitsrelevanten Probleme sich dabei ergeben könnten. Der Anflug auf die versetzte Schwelle (RWY 26L) war das Einzige, was die Piloten beim neuen HALS/DTOP-Landeverfahren in Frankfurt direkt betraf. Alle übrigen Verfahrensänderungen betrafen die Flugsicherung.
Die Markierung der RWY 25L (der Anfang der südlichen Bahn bei Betriebsrichtung 25, auch als Betriebsrichtung West bezeichnet) wurde unverändert gelassen. Die versetzte Schwelle (RWY 26L) wurde zusätzlich als Schwelle markiert und befeuert. Der Pilot sieht im Anflug gleichzeitig die normale Schwelle (RWY 25L) und die versetzte Schwelle (RWY 26L). RWY 25L und RWY 26L haben auch jeweils eine eigene Gleitwegbefeuerung – PAPI – vier rote oder weiße Lichter links neben dem Aufsetzpunkt.
Die beiden parallelen Start- und Landebahnen („Nordbahn“ RWY 25R und „Südbahn“ RWY 25L) liegen 518 m auseinander und ihre Länge beträgt jeweils 4.000 m. Zusätzlich sind die Schwellen der RWY 25R und RWY 25L um 230 m gegeneinander verschoben (RWY 25R liegt 230 m weiter östlich, bezogen auf die Anfluggrundlinie).
Durch die um 1.500 m nach hinten versetzte zweite Schwelle der „Südbahn“ hat die RWY 26L nur eine verbleibende Länge von 2.500 m – das stellt für die Landung des Airbus A330 (erforderliche Landestrecke: bei 170 t Landemasse 1.700 m) keine Einschränkung dar und ist schon gar kein limitierender Faktor für Landungen mit der A320-Familie. Trotzdem waren Anflüge auf die versetzte Schwelle (RWY 26L) mit Flugzeugen der Wirbelschleppenkategorie heavy nicht vorgesehen – darunter fällt zum Beispiel die A330.
An vielen Flugplätzen gibt es hohe Anflüge auf eine Landebahn, die dann zu einer weiten Landung führen – schon lange vor dem HALS/DTOP-Landeverfahren, ohne dass es dafür bestimmte Betriebsanweisungen gab. Piloten kleinerer Flugzeuge, die auf sehr langen Landebahnen landen (beispielsweise bei einer erforderlichen Landestrecke von 200 m auf einer vier Kilometer langen Bahn) holen sich bei der Flugsicherung die Genehmigung zu einer langen Landung, um nicht so weit zu ihrer Parkposition rollen zu müssen. Während die Flugsicherung Piloten kleinerer Flugzeuge um eine lange Landung bitten kann, um den Verkehrsfluss zu beschleunigen, wenn dadurch etwa die Rollstrecke auf der Landebahn bis zum nächsten abzweigenden Rollweg verkürzt wird.

### Erprobungsstufe 1
Stufe 1 der Erprobung war der Nachweis der Realisierbarkeit des HALS/DTOP-Landeverfahrens im täglichen Flugbetrieb unter Beibehaltung der ICAO-Staffelwerte sowie die Gewöhnung der Piloten und der Fluglotsen an die veränderte Situation. Die Stufe 1 der Erprobung von HALS/DTOP wurde im Sommer 2001 erfolgreich abgeschlossen. Danach erfolgte der Betrieb der Südbahn bei gleichzeitig aktiver normaler und versetzter Schwelle. In der Testphase (1999–2004) erfolgten 4.000 Landungen auf der RWY 26L. Das Verbundprojekt Zweischwellenbetrieb wurde von der Bundesregierung im Rahmen des Luftfahrtforschungsprogramms III (LuFo III) gefördert.

## DTOP – Dual Threshold Operation

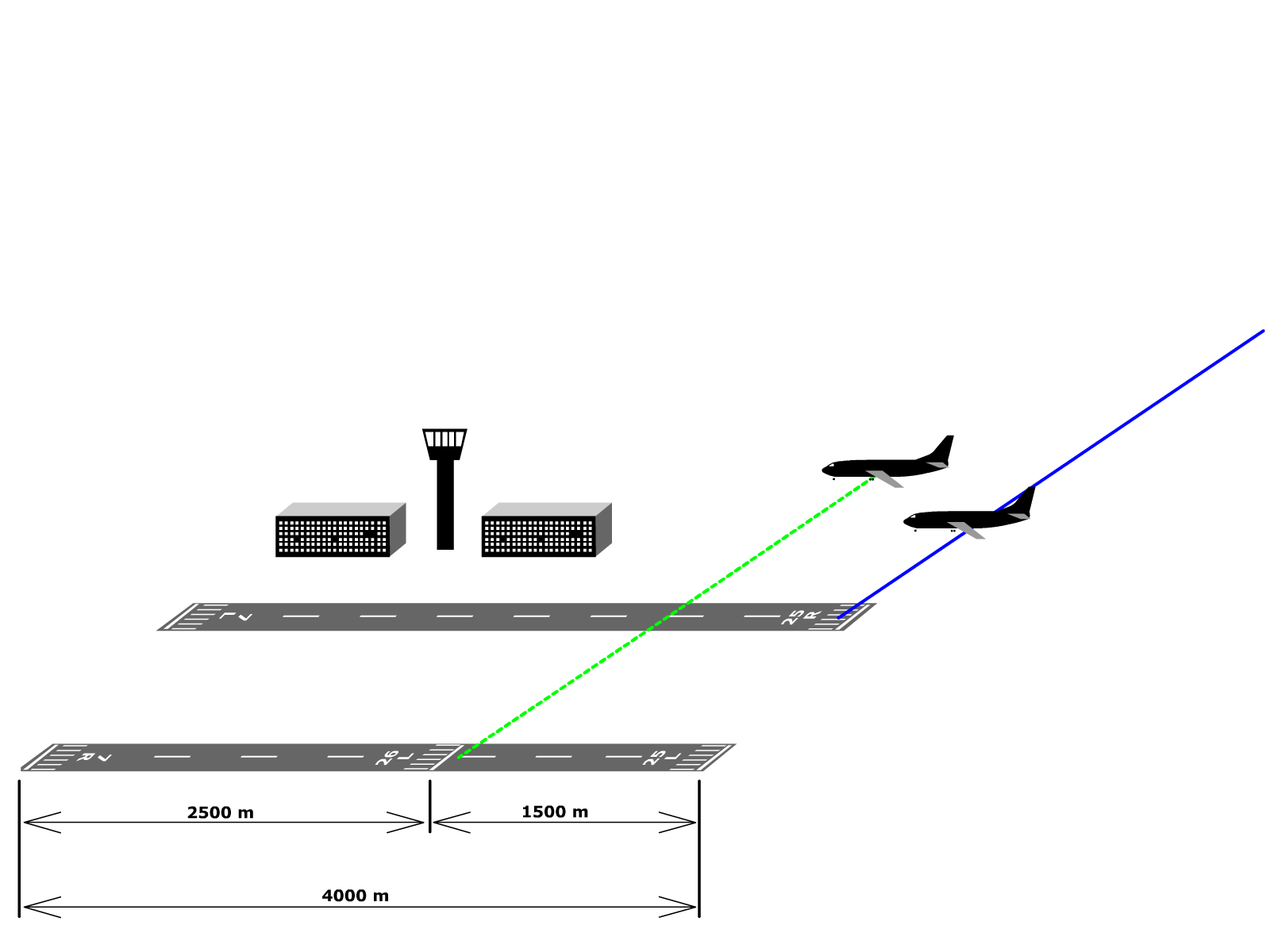
Grün: Anflug auf RWY 26L; blau: Anflug auf RWY 25R

Das DTOP-Landeverfahren (die zweite Stufe von HALS/DTOP) war der Betrieb zweier Landeschwellen auf einer Landebahn. DTOP wurde zusätzlich zu HALS eingeführt – dadurch blieben die
Staffelungsvorteile von HALS erhalten und zusätzlich sollte die Flexibilität des konventionellen Flugbetriebs dazukommen.
Bei DTOP handelt es sich um ein Instrumentenlandeverfahren zur Kapazitätserhöhung eines Flughafens durch Verringerung der Wirbelschleppenstaffelungsabstände mit einem neuen System der Landebahnbefeuerung. DTOP ist ein Betriebsverfahren auf Start- und Landebahnen mit zwei gleichzeitig aktiven bzw. befeuerten Landeschwellen.
Durch eine Verschiebung der Landebahnschwelle entlang der Bahn können die Anflugwege stärker voneinander getrennt werden, wodurch die Anzahl der Landungen pro Stunde – ohne umfangreiche Baumaßnahmen – deutlich erhöht werden kann.
Die Befeuerung der Landebahnen, insbesondere der Schwellen, ist vom ICAO-Standard abweichend.
Anmerkung zur Bezeichnung der Start- und Landebahnen: Die südliche der beiden Bahnen – RWY 25L/07R – wird bei Anflügen von West nach Ost (Betriebsrichtung 07; auch als Betriebsrichtung Ost bezeichnet, da Starts und Landungen in Richtung Osten erfolgen) als RWY 07R bezeichnet, während sie bei Anflügen von Ost nach West (Betriebsrichtung 25)  als RWY 25L bezeichnet wird. Für den Zweischwellenbetrieb interessieren hier nur die Betriebsrichtung 25 – Anflüge  auf die RWY 25L. Da in Westeuropa Westwinde vorherrschen, haben die meisten Bahnen eine Ost-West-Ausrichtung. Die Landungen erfolgen meist Richtung Westen (gegen den Wind). In Frankfurt besteht zu ca. 80 % Betriebsrichtung 25 und zu 20 % Betriebsrichtung 07.
Die RWY 25L/07R hat für Anflüge von Osten eine doppelt befeuerte Landebahn 25L/26L. Insgesamt gibt es auf dieser Bahn also drei Schwellen. Zwei Landeschwellen für Anflüge aus Osten, eine für Anflüge aus Westen. Die zusätzliche Schwelle ist nur auf der südlichen der beiden Parallelbahnen, nicht jedoch auf der nördlichen Parallelbahn (RWY 25R/07L) installiert worden.
Auf der nördlichen Bahn (RWY 25R – nur eine Schwelle am Bahnanfang) landen Flugzeuge der Wirbelschleppenkategorie heavy, während auf die versetzte Schwelle der Südbahn (RWY 26L) Flugzeuge bis zur Wirbelschleppenkategorie medium anfliegen (und 290 ft). Leichtere Flugzeuge, die die Südbahn anfliegen, bleiben somit oberhalb des Gleitpfades und der Wirbelschleppen, die von den schwereren Flugzeugen erzeugt werden, welche die Nordbahn anfliegen.
Durch die versetzte Schwelle haben die Gleitwege der RWY 25R  und RWY 26L einen vertikalen Abstand von 300 ft (etwa 90 m).

## Vorteile

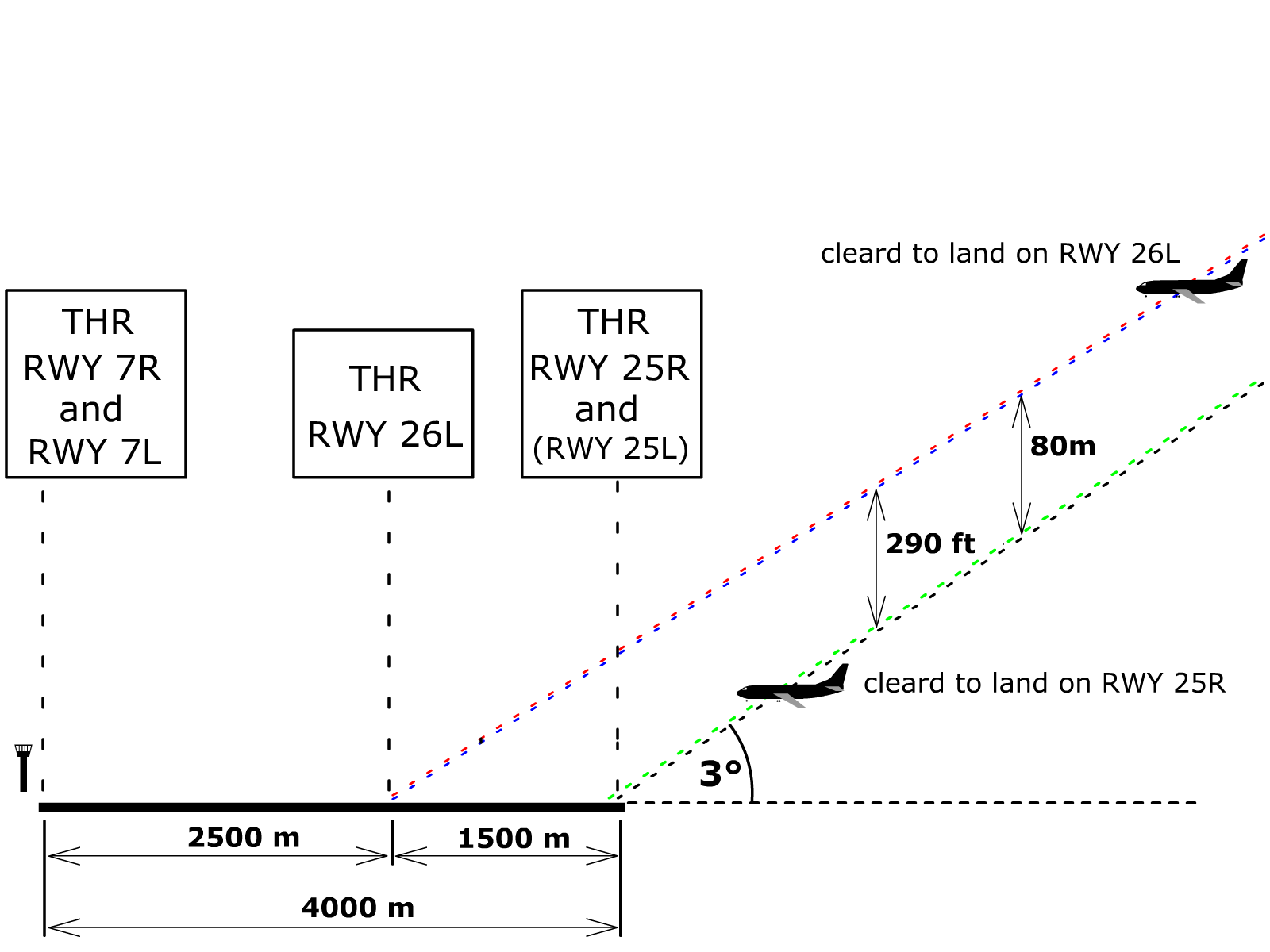
Der Anflugpfad auf RWY 26L liegt wegen der versetzten Landeschwelle um 290 Fuß höher

Man erwartete von diesem Landeverfahren eine Kapazitätserhöhung auf den bestehenden Landebahnen des Flughafens Frankfurt. Wegen der Staffelungsabstände ist die Landekapazität eines Flughafens prinzipiell geringer als seine Startkapazität. Durch den höheren Anflugpfad auf RWY 26L sollte auch eine Lärmminderung eintreten.
Nach den Vorschriften der ICAO Annex 14 ist es nicht gestattet, die beiden parallelen Landebahnen unabhängig voneinander für den Flugbetrieb zu nutzen. Die Parallelbahnen, die einen Abstand von 518 Meter zueinander haben, können nur gestaffelt angeflogen werden, damit die beim Landen erzeugten Wirbelschleppen die Maschinen nicht gegenseitig gefährden.
Durch das HALS/DTOP-Landeverfahren wird der gleichzeitige Betrieb auf beiden Landebahnen – abhängig von der Windrichtung – wesentlich flexibler, was ohne größere Ausbaumaßnahmen zu einer Erhöhung der Flugbetriebskapazität des Flughafens Frankfurt führt.
Für einen unabhängigen Betrieb und die gleichzeitige Durchführung von Landungen auf zwei parallelen Landebahnen, müssen diese laut ICAO einen Abstand von mindestens 1.035 m aufweisen.
Im Normalbetrieb müssen nach ICAO-Vorschriften wegen der Wirbelschleppen 5 nautische Meilen (NM) Abstand (Staffelung) zwischen einem Flugzeug der Wirbelschleppenkategorie medium und einem vorausfliegenden Flugzeug der Wirbelschleppenkategorie heavy eingehalten werden.
Durch den Betrieb des HALS/DTOP-Landeverfahrens bleibt es zwar bei einer Wirbelschleppenstaffelung von 5 NM. Da die Flugzeuge aber in unterschiedlichen Höhen anfliegen, ist diese Wirbelschleppenstaffelung kein begrenzender Faktor mehr. Es ist dann lediglich noch die Radarstaffelung (wegen der Radarverfolgung – Diagonalstaffelung) der anfliegenden Maschinen zu beachten, die aber nur 2,5 NM beträgt.

## Sicherheit

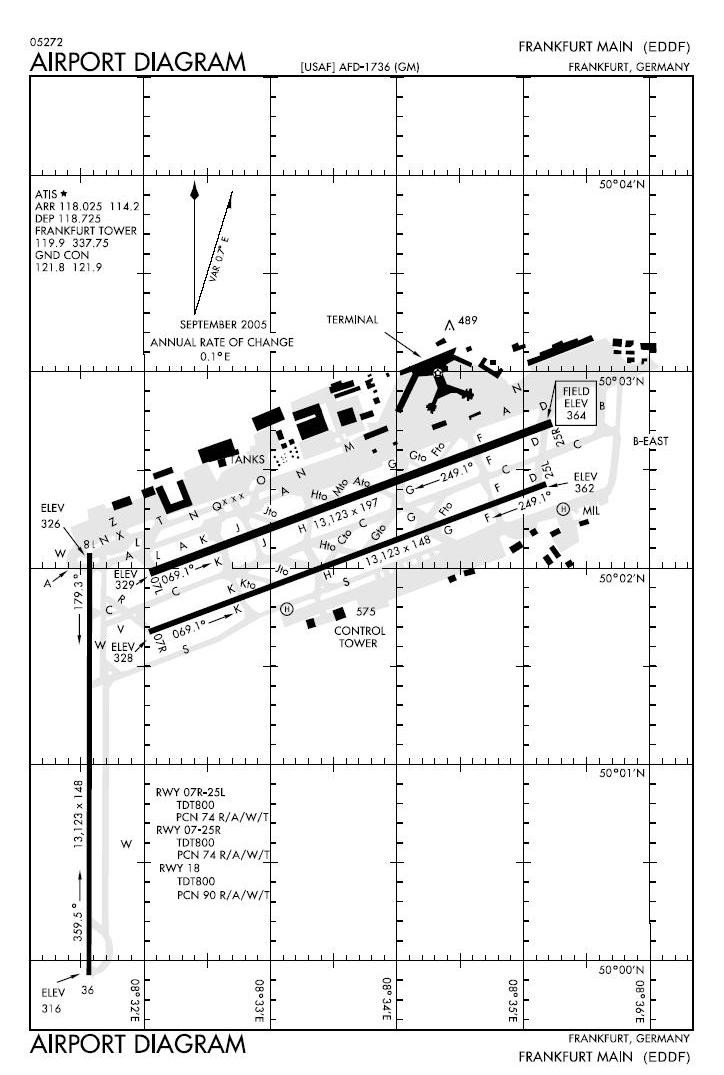
Flughafenkarte Flughafen Frankfurt Main

Trotz der theoretischen Möglichkeit wurde die „neue“ RWY 26L nur für Landeanflüge von Flugzeugen mit einem höchstzulässigen Startgewicht (MTOW – Maximum Take-Off Weight) bis 136 t (Wirbelschleppenkategorie medium oder light) zugelassen. Als zusätzliche Sicherheitsmaßnahme wurde bei nasser Landebahn die RWY 26L (die mit der versetzten Schwelle) nicht betrieben. Landungen auf der RWY 26L waren bis CAT I möglich.
Die Wetterminima für den HALS-Betrieb waren (2000):
- Bodensicht: 8 km oder mehr
- Hauptwolkenuntergrenze mind. 1600 ft, um den Sichtkontakt vom Outer Marker zur Schwelle RWY 26L zu gewährleisten
- maximaler Rückenwind 3 kt

Während der Erprobungsphase wurden diese Anforderungen an die Minima allmählich gelockert.
Die Wetterminima für den HALS/DTOP-Betrieb waren:
- Runway Visual Range (RVR, Bodensicht) mind. 2400 m
- Hauptwolkenuntergrenze mind. 600 ft ü. Gr.
- maximaler Rückenwind 3 kt

Es durfte nur jeweils eine Landeschwelle je Landebahn benutzt werden (also entweder RWY 25L  oder RWY 26L).